# Magnolia chimantensis
Magnolia chimantensis este o specie de plante din genul Magnolia, familia Magnoliaceae, descrisă de Julian Alfred Steyermark și Bassett Maguire. Conform Catalogue of Life specia Magnolia chimantensis nu are subspecii cunoscute.